# Сумінек (Куявсько-Поморське воєводство)
Сумінек (пол. Suminek, нім. Saumhütte) — село в Польщі, у гміні Тлухово Ліпновського повіту Куявсько-Поморського воєводства.
Населення — 139 осіб (2011).
У 1975-1998 роках село належало до Влоцлавського воєводства.

## Демографія
Демографічна структура станом на 31 березня 2011 року:
|          | Загалом | Допрацездатний вік | Працездатний вік | Постпрацездатний вік |
| -------- | ------- | ------------------ | ---------------- | -------------------- |
| Чоловіки | 79      | 18                 | 51               | 10                   |
| Жінки    | 60      | 13                 | 27               | 20                   |
| Разом    | 139     | 31                 | 78               | 30                   |